# Mirko Babić
Mirko Babić (Tomislavgrad, 3. veljače 1966.), bivši hrvatski nogometaš iz Bosne i Hercegovine. 

## Karijera

### Igračka karijera
U sezoni 1990./91. s Tomislavom iz Tomislavgrada je bio prvak Hercegovačke zone te izborio plasman u Republičku ligu BiH. Matični Tomislav nakratko napušta 1993. kada prelazi u NK Mladost Proložac. Za Tomislav ponovno igra u prvom prvenstvu Herceg-Bosne, a zatim prelazi u NK Široki Brijeg. Za Široki Brijeg je upisao 142 nastupa u službenim utakmicama.
Bio je član reprezentacije Herceg-Bosne na prijateljskoj utakmici s Paragvajom u Asunciónu 1996. godine.